# Адриана Николова
Адриана Николова е българска шахматистка, гросмайстор за жени от 2011 година, състезаваща се за Локомотив 2000 Пловдив, шампионка на България през 30 година.
Адриана Николова е родена на 9 ноември 1988 година в Стара Загора. Става шампионка на България за девойки и участва на световно първенство за девойки. Печели Първенството по шахмат на България през 2011 година. 
През ноември 2008 Николова печели титлата за Международен майстор. Адриана Николова е представила България на четири големи шахматни събития - Европейско Отборно първенство по Шахмат, в Нови Сад през 2009 (с резултат 1.5/7 на 2-ра дъска), Олимпиадата през 2010 в Ханти-Мансийск (с резултат 5/9 на 3-та дъска), Европейско Отборно първенство по Шахмат през 2011, в Порто Карас, Гърция (с резултат 4.5/7 на 4-та дъска),, както и на Шахматната Олимпиада в Истанбул през 2012 (завършвайки с 5/9 на трета дъска).